# Beschermd stadsgezicht Leiden - Zuidelijke Schil
Het Beschermd stadsgezicht Zuidelijke Schil is een deel van de stad Leiden, in de Nederlandse provincie Zuid-Holland. Het stadsdeel werd bij besluit van 13 april 2011 door de staatssecretaris van Onderwijs, Cultuur en Wetenschap en de Minister van Infrastructuur en Milieu aangewezen als beschermd stadsgezicht. De procedure voor aanwijzing werd gestart op 28 oktober 2005. Het beschermd gezicht beslaat een oppervlakte van 141,2 hectare.

## Gebied
Het stadsgezicht Zuidelijke Schil is een in hoofdzaak in drie fasen tot stand gebracht stedelijk
uitbreidingsgebied, dat bestaat uit de gebieden Vreewijk, Tuinstadwijk en de Burgemeesters- en Professorenwijk. Delen van het gebied stammen uit verschillende perioden van voor de inwerkingtreding van de Woningwet uit 1901. Het merendeel van de bebouwing is in de periode 1901-1935 tot stand gekomen. Eveneens tot het gebied behoren de laat-19e- en vroeg-20e-eeuwse, karakteristieke singelbebouwing en de rond 1935 in de trant van de Delftse School gerealiseerde St. Petruswijk met de St. Petruskerk van architect Kropholler. Het meest planmatige en vanuit stedenbouwkundig oogpunt meest interessante gebied is de Professoren-/Burgemeesterswijk, gebouwd in de jaren twintig en dertig op basis van een plan van het bureau Granpré Molière, Verhagen en Kok.
Belangrijke en beeldbepalende structuurlijnen in het gebied zijn de 19e-eeuwse singels aan de noordzijde, de oude invalsroutes Vliet, Herenstraat en Hoge Rijndijk. De uit 1929 stammende Lammenschansweg en de daarna ontworpen assen Burggravenlaan-De Sitterlaan, de Lorentzkade (Stadsmolensloot) en de Hugo de Grootstraat-Stadhouderslaan-Koninginnelaan-Zeemanlaan-Thorbeckestraat. Deze wegen en wateren vormen het goed herkenbare frame van zowel de historische structuur als van de uitbreidingsplannen.

## Gevolgen
De Leidse aanwijzing komt voort uit het Monumenten Selectie Project, MSP, een landelijk project van de Rijksdienst voor het Cultureel Erfgoed. Waardevolle architectuur en stedenbouw uit de periode 1850-1940 zijn in het hele land geselecteerd en aangewezen tot rijksmonument of beschermd stads- of dorpsgezicht.
De nieuwe status van de wijken in de Zuidelijke Schil heeft tot gevolg dat eigenaren van panden bij voorgenomen wijzigingen rekening moeten houden met de bijzondere karakteristieken ervan. Voor eigenaren van een gemeentelijk of rijksmonument verandert er weinig. Eigenaren van niet-monumenten zullen bij plannen voor wijziging voortaan ook een omgevingsvergunning moeten aanvragen.
De bescherming is niet bedoeld om ontwikkelingen te bevriezen, maar zorgt er juist voor dat in nieuwe ruimtelijke ontwikkelingen de historische en stedenbouwkundige karakteristieken behouden blijven.
De bewoners zijn onder meer over de gevolgen van de aanwijzing geïnformeerd door middel van de huis aan huis verspreide brochure ‘Wonen in een Beschermd Stadsgezicht’.